# 柯芬園
柯芬園（/ˈkɒvənt/），是英國倫敦西區的一個地區，位於聖馬丁巷與德鲁里巷之間。區內的皇家歌剧院與小商店是柯芬園的一大特色，而位於東側的河岸街，就保存着眾多十七至十八世紀建造的建築物。對很多音樂人而言，皇家歌劇院幾乎是柯芬園的同義詞。
柯芬園本來是西敏寺修道院的所在地，在十六世紀英格蘭宗教改革時，修道院領地被沒收。後來該地成為了果菜市場，往後三百年，柯芬園一直是倫敦居民買賣鮮果的地方。隨著西區都市化，該地成為了集合菜市場及購物商場的商業中心，這裡的露天攤販是其一大特色。

## 歷史

### 早期

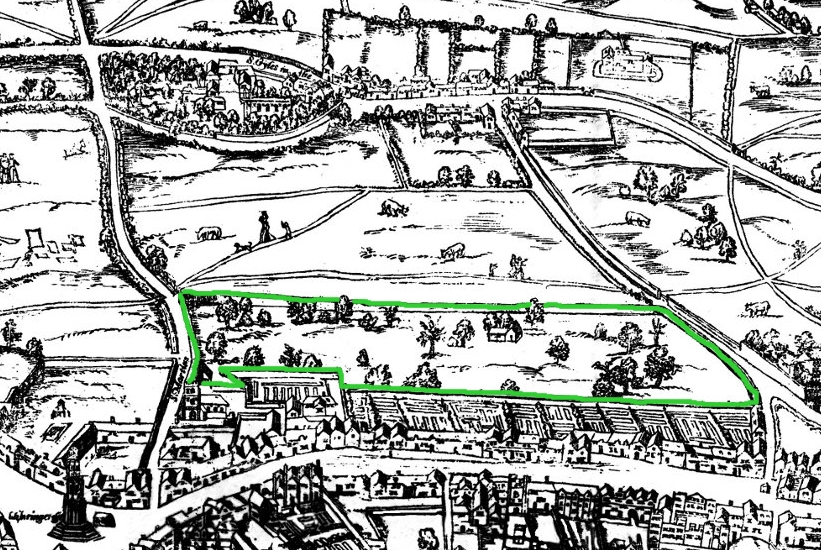
十六世纪六十年代倫敦木刻街景圖；以綠線圈着的地區是柯芬園

科文特花園的河岸街在羅馬不列顛時代是一條通往西尔切斯特的路，在《安敦尼行记》中記為“Iter VII”。2006年在聖馬田教堂挖掘出一座古羅馬墓穴。1985年和2005年在河岸街北部發現了兩個盎格魯撒克遜人遺址，表示在公元600年左右這裡曾是一個貿易中心。這一貿易中心在阿爾弗雷德大帝治下消失。
1200年這裡被威斯敏斯特修道院本笃会修士圍起來作為花園，1250年至1283年間寫就的一份文獻指出這個花園屬於“威斯敏斯特修道院和女修道院”（Abbot and Convent of Westminster），面積約40英畝（16公頃）。1515年時這裡才開始被正式稱為科文特花園，“科文特”（Covent）一詞在诺曼时代英国所用的法语中意思即修道院，等同於“convent”或“monastery”。

### 貝德福德莊園（1552–1918）

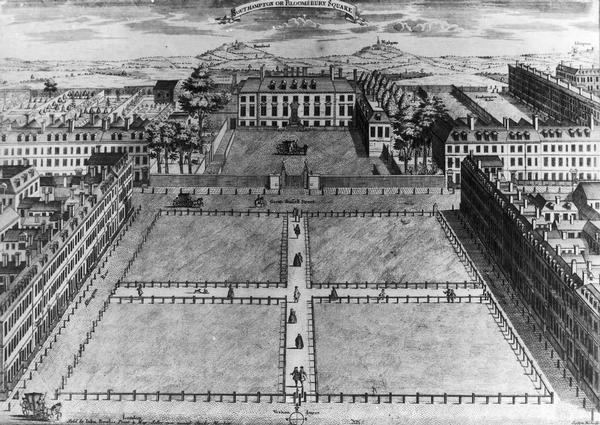
1725年的貝德福德莊園

在1540年解散修道院之後，亨利八世將這裡的土地收歸己有。1552年，亨利八世的兒子愛德華六世將其賜予第一代貝德福德伯爵約翰·羅素。羅素家族（1694年晉升貝德福德公爵）直到1918年為止一直擁有著科文特花園的土地。
羅素用這裡的一部分土地建造了自己家的宅邸和花園。1630年，第四代貝德福德伯爵弗朗西斯·羅素（Francis Russell）僱伊尼戈·琼斯在這裡設計、建造了一座教堂和三排房屋，圍成了一個廣場。
這些新房子原本是給富人居住的，但因為1654年廣場南部形成了一座集市，他們搬離了這裡，取而代之的是咖啡館、酒館和妓院。1669年羅素勛爵和蕾切爾·賴奧思利（Rachel Wriothesley）結婚後，貝德福德莊園擴建。
18世紀科文特花園地區已經成為了有名的紅燈區。有人專門出版了《哈里斯科文特花園小姐名錄》（Harris's List of Covent Garden Ladies）來為嫖客提供指南。1913年，第11代貝德福德公爵埃爾布朗·羅素（Herbrand Russell）以200萬英鎊的價格將這塊土地賣給了保守黨政客、同時也是土地投機商的哈利·馬拉比-迪利，後者在1918年又將其選擇權以25萬鎊的價格賣給了家族。

### 現代

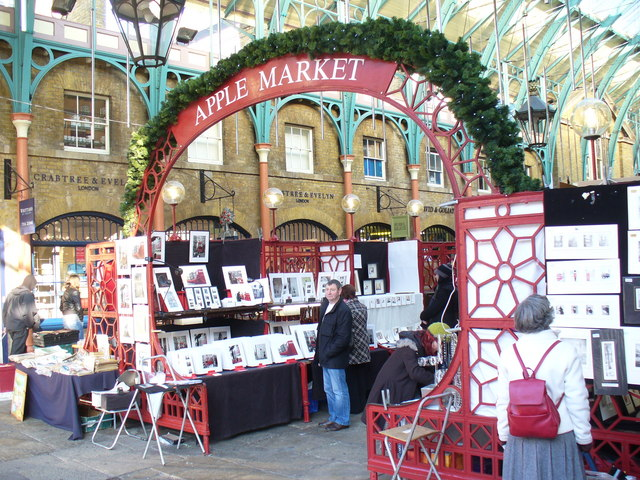
科文特花園的一個集市

科文特花園在1924年至1928年間由比切姆地產公司（Beecham Estates and Pills Limited）管理，此公司後來改名科文特花園物業公司（Covent Garden Properties Company Limited）繼續運營，仍屬比切姆家族。該公司逐步將其所有的地產賣出，1962年將餘下所有地產一起賣給英國政府建立的科文特花園局（Covent Garden Authority），售價3,925,000英鎊。其中一些建築在2006年又被賣給另外一家地產公司。

## 軼聞
- 蕭伯納作品《賣花女》，女主角賣花的地方
- 柯德利夏萍主演《窈窕淑女》，現場拍外景的地方

## 外部連結
- Covent Garden Community Association （页面存档备份，存于）
- Covent Garden London （页面存档备份，存于）